# تمارين تشريحية على حركة القلب والدم في الحيوانات

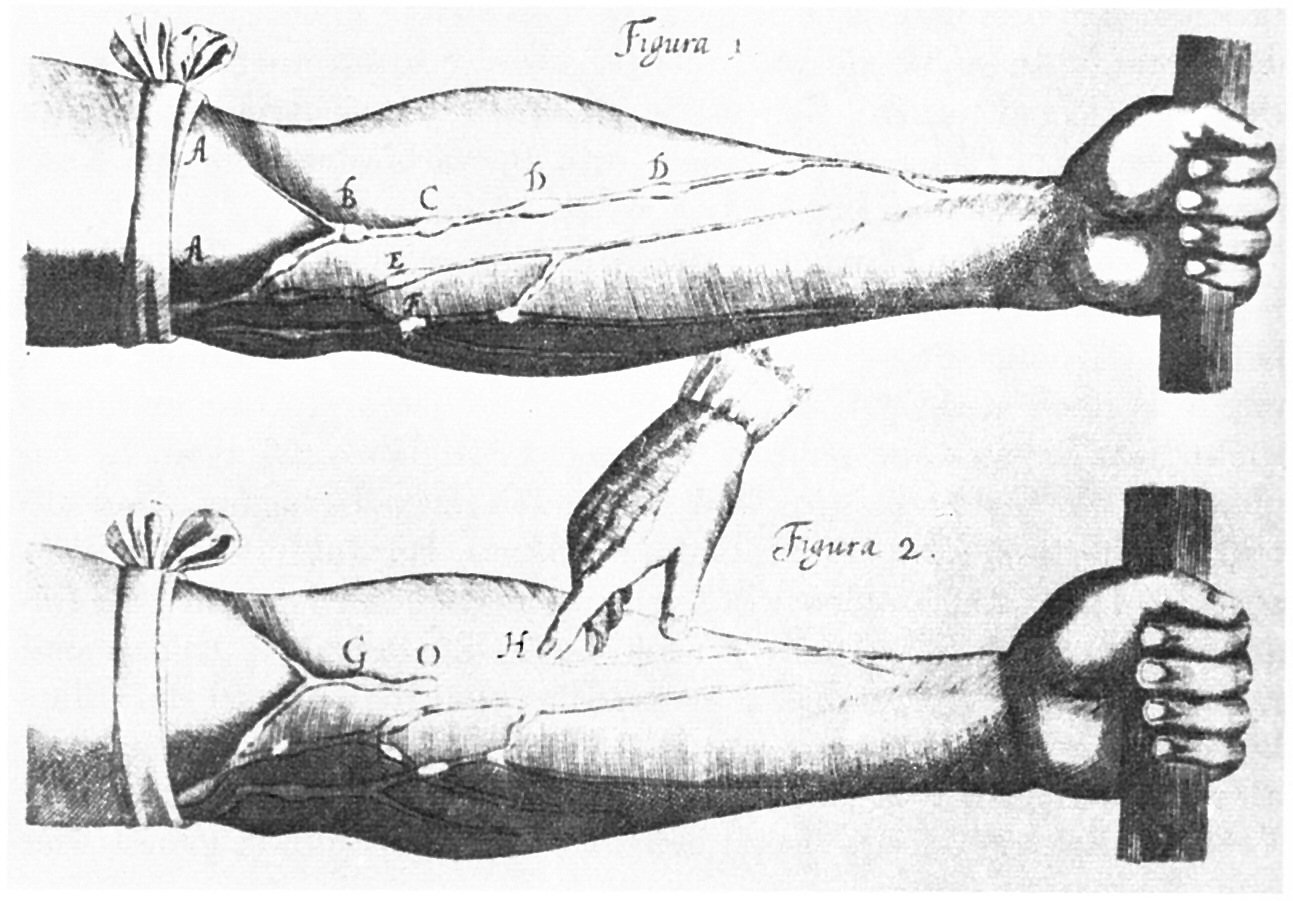
صفحة من الكتاب

كتاب Exercitatio Anatomica de Motu Cordis et Sanguinis in Animalibus (وهو الاسم اللاتيني الذي معناه: تمارين تشريحية على حركة القلب والدم في الحيوانات) كتاب تشريحي فيزيولوجي من تأليف الطبيب الإنكليزي ويليام هارفي، نُشر لأول مرة في فرانكفورت عام 1628.
يعتبر هذا الكتاب علامة فارقة ونقطة تحوُّل في علم التشريح وعلم وظائف الأعضاء وأحد أكثر الكتب تأثيراً في تاريخ الطب، جمع هارفي فيه ملاحظاته وتجاربه وأفكاره عن الدورة الدموية بأسلوب غير تقليدي وصولاً لنظريَّته الجديدة عن عمل القلب وكيفيَّة دوران الدم ضمن الأوعية الدموية، وكان له تأثير فوري وبعيد المدى على معاصري ويليام هارفي حتى أنَّ الفيلسوف الإنكليزي الشهير توماس هوبز قال: «إنَّ هارفي هو الكاتب المعاصر الوحيد الذي كانت أفكاره تُدرَّس وهو ما يزال على قيد الحياة».
أعلن هارفي في هذا الكتاب عن نظريَّته الجديدة حول الدورة الدموية فقال إنَّ الدم يتمُّ ضخه ضمن الجسم في نظام دوران مغلق تعمل فيه الأوعية الدموية كالأنابيب ويعمل القلب عمل المضخة، وخالف بذلك كلَّ الأفكار الخاطئة السابقة التي كانت سائدة في أوروبا والعالم عن الدورة الدموية.

## ويليام هارفي
يعتبر الطبيب الإنكليزي ويليام هارفي (1578 - 1657) أحد مؤسِّسي علم وظائف الأعضاء ومن أكثر الشخصيات تأثيراً في تاريخ الطب، كان والده توماس هارفي ثريَّاً وصاحب نفوذ من أحفاد فولكستون، وكان ويليام هو الابن الأكبر من بين تسعة أطفال، بدأ تعليمه في مسقط رأسه فولكستون حيث درس اللاتينية ثمَّ التحق بمدرسة الملك في كانتربري لمدة لخمس سنوات وبعدها انتقل لجامعة كامبريدج عام 1593 لدراسة الأدب، ثمَّ سافر عبر فرنسا وألمانيا واستقرَّ في نهاية المطاف في إيطاليا ودرس الطب في جامعة بادوفا وتخرَّج منها في 25 أبريل 1602 وهو بعمر 24 سنة، وأصبح لاحقاً أحد أشهر الأطباء في أوروبا ففي عام 1618 أصبح الطبيب الرسمي للملك جيمس الأول وخدم العديد من الأمراء واللوردات وأغنياء الطبقة الأرستقراطية، ولكن مهنته تدهورت بشدَّة بعد نشر كتابه «مقالة تشريحية عن حركة القلب والدم في الكائنات الحية» بسبب رفض أطباء وأساتذة ذلك العصر للأفكار الثورية الجديدة الواردة فيه والتي تخالف ما تعلَّموه وتربُّوا عليه، ولكن الجيل الجديد من الأطباء اقتنع بنظريته المدعومة بالأدلة العلمية عن الدورة الدموية، وحظي لاحقاً بتكريم ومكانة كبيرة في أوروبا والعالم، في عام 1973 تم بناء مستشفى ويليام هارفي في مدينة أشفورد على بعد أميال قليلة من مسقط رأسه في فولكستون كتكريم لذكرى العالم الكبير.

## ملخَّص الكتاب
يعتبر هذا الكتاب مساهمة كبيرة في علم وظائف الأعضاء في القرن السابع عشر لأنَّه يُقدِّم نظرية جديدة في فهم الدورة الدموية تعتمد على التجارب السريريَّة والمُعطيات التشريحية الدقيقة، تعود بوادر هذا الاكتشاف للقرن الثالث عشر عندما اقترح الطبيب العربي ابن النفيس تصوُّراً جديداً للدورة الدموية الرئوية وشرح كيفيَّة حدوث تبادل الغازات ضمن الرئتين، وفي عام 1553 قال العالم الإسباني مايكل سيرفيتوس إنَّ الدم ينتقل من القلب إلى الرئتين وهناك يختلط الدم مع الهواء لتشكيل الدم الشرياني الذي يعود مرةً أخرى للقلب ومنه إلى أعضاء الجسم المختلفة، وبين أعوام 1570 – 1590 رفض الطبيب الإيطالي أندرياس تشيزالبينو نظرية جالينوس عن الدورة الدموية وقال بأنَّ الدم يتدفق في الجسم بحركة دورانية أكثر من كونه حركة مد وجزر أو «تذبذب»، على كل حال كانت كلُّ الأفكار السابقة تفتقر للوضوح والأدلة العلميَّة الداعمة، ولكن في عام 1603 نشر العالم الإنكليزي هيرونيموس فبريسوس - أستاذ هارفي - كتاباً يصف فيه بدقة الصمَّامات التي توجد في الأوردة وتمنع عودة الدم باتجاه معاكس بعيداً عن القلب، في هذه الأثناء بدأ ويليام هارفي دراسة الطب في جامعة بادوفا (1597 - 1602) وتعمَّق في دراسة القلب ودوران الدم، وبحلول عام 1616 كان يُقدِّم أفكاره الجديدة في محاضراته ولكنَّه لم ينشر كتابه العظيم حتى عام 1628.
أهميَّةُ هذا الكتاب لا تقتصر على اكتشاف الدورة الدموية بشكل كامل ودقيق ولكن تتعدَّاها للمنهجيَّة العلميَّة القائمة على التجربة التي اعتمدها هارفي، وأوضح فيه أنَّ القلب ليس مكاناً للروح والأحاسيس بل هو مجرَّد مضخَّة ميكانيكيَّة تقتصر مهمتها فقط بضخ الدم لأنحاء الجسم.
قام هارفي بحساب بسيط قاس من خلاله كمية الدم التي يضخها القلب ووجد أنَّها تساوي عدد دقات القلب في الدقيقة (75 دقة) مضروباً بحجم الدم المقذوف في كل دقة (70 مل) والناتج هو 300 لتر في كل ساعة !!! فمن أين أتى كلُّ هذا الدم؟، لا يستطيع الجسم صناعة هذه الكميَة الهائلة والتفسير المنطقي الوحيد أنَّ الدم نفسه يدور ضمن نظام دوران مغلق في الجسم، كما أنَّ الصمامات الموجودة ضمن القلب تشبه تلك الموجودة في الأوردة وتسمح بعبور الدم باتجاه واحد، وعبَّر هارفي في كتابه عن ذلك ببساطة ووضوح عندما قال: «يجب أن تكون هذه الحركة كما لو أنَّها تحدث ضمن دائرة»، وعلى كلِّ حال بقيت هناك حلقة مفقودة واحدة في تفسير الدورة الدموية لم يستطع هارفي إيجادها وهي صلة الوصل بين الشرايين والأوردة، لاحقاً وبعد وفاة هارفي بثلاث سنوات استطاع عالم التشريح الإيطالي مارتشيللو مالبيكي اكتشاف الشُعيرات الدموية عندما كان يدرس رئة ضفدع تحت المجهر وبذلك توضَّحت صلة الوصل بين الشرايين والأوردة والتي كانت تُشكِّل الحلقة المفقودة في الدورة الدموية.

## ابن النفيس والدورة الدموية
كان الطبيب العربي الدمشقي ابن النفيس (1213 - 1288) أحد أبرز الأطباء المُسلمين في العصر الذهبي للحضارة العربية الإسلامية ورئيساً لأطباء مصر، اشتهر بكتابه الموسوعي الضخم «الشامل في الصناعة الطبية» لكنَّ أهم أعماله هو كتاب «شرح تشريح القانون» والذي قدَّم فيه تعليقات هامة على كتاب القانون لابن سينا.
يعتبره كثيرون أحد أبرز علماء الفيزيولوجيا في العصور الوسطى بفضل تصوِّره الجديد عن الدورة الدموية الصغرى الذي اقترحه في كتابه شرح تشريح القانون حيث يقول: «إنَّ الدم يُنقى في الرئتين من أجل استمرار الحياة حيث يخرج من البطين الأيمن إلى الرئتين وهناك يمتزج بالهواء ثم يعود إلى البطين الأيسر في القلب»، برغم أصالة هذا التصوِّر وأهميَّته ولكنَّه كان غير مكتمل وغير مدعوم بالأدلة العلمية التجريبية وهو الأمر الذي حدث لاحقاً في عصر النهضة الأوروبية على يد عدد من كبار العلماء من أبرزهم هارفي.

## روابط خارجية
- الترجمة الإنكليزية للكتاب بواسطة روبرت ويليس في جامعة فوردهام
- الترجمة الإنكليزية للكتاب بواسطة روبرت ويليس كما تظهر في كلاسيكيات هارفارد
- Exercitatio Anatomica de Motu Cordis et Sanguinis  1628. من موقع Rare Book Room. نسخة مصورة من الطبعة الأولى.
- Harvey، William؛ Leake، Chauncey D. (1928). Exercitatio Anatomica de Motu Cordis et Sanguinis in Animalibus with an English translation and annotation (ط. First). Springfield, Ill. : Thomas.